# Wilhelm Müller (Physiker)

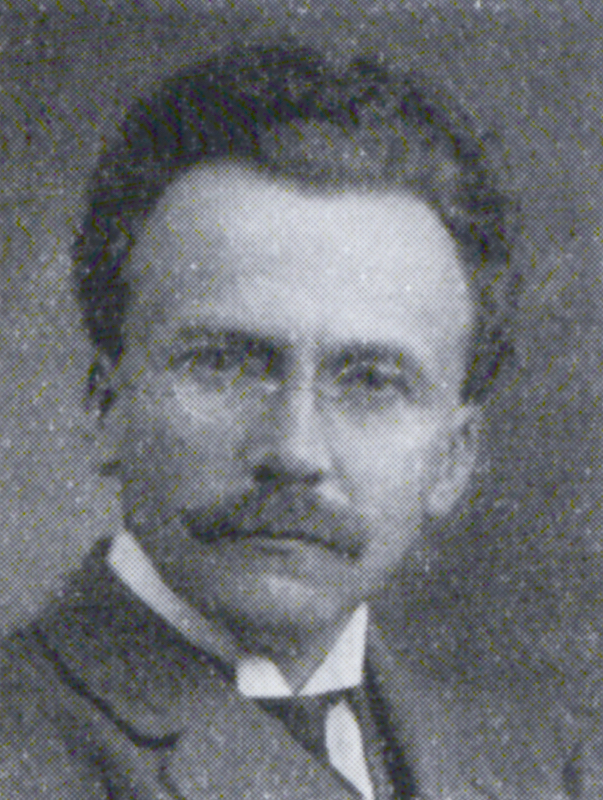
Wilhelm Müller, um 1931

Wilhelm Carl Gottlieb Müller (* 25. September 1880 in Hamburg; † 15. Juni 1968 in Augsburg) war ein deutscher Physiker, Mathematiker und Philosoph. Er war Nachfolger von Arnold Sommerfeld auf dem  Lehrstuhl für Theoretische Physik an der Universität München.
Die Besetzung dieser mehrere Jahre vakanten Professur stand im Zentrum der Auseinandersetzungen zwischen der etablierten modernen Physik und den nationalsozialistisch geprägten „Deutschen Physikern“ und ging als Pyrrhussieg der Deutschen Physik in die Wissenschaftsgeschichte ein.
Der Aerodynamiker Wilhelm Müller war bis dahin nicht als theoretischer Physiker hervorgetreten, gehörte als Vertreter der Deutschen Physik zum Kreis um Hugo Dingler, und wurde von Sommerfeld selbst, welcher Heisenberg favorisierte, als der „denkbar schlechteste Nachfolger“ bezeichnet, genoss jedoch die Unterstützung der NS-Machthaber.
Müller veröffentlichte auch unter dem Namen Wilhelm Müller-Walbaum. 

## Leben
Wilhelm Müller wurde in Hamburg als Sohn eines Kaufmanns geboren. Er besuchte zunächst die Oberrealschule vor dem Holstentor in Hamburg und anschließend bis zum Abitur 1902 die Oberrealschule Eßlingen in Württemberg. Danach studierte er an mehreren Universitäten. 1910 legte er an der Universität Leipzig das Rigorosum in den Fächern Mathematik, Physik und Philosophie mit der Note sehr gut ab, und promovierte im Januar 1911. Das Thema seiner Dissertation lautete „Die rationale Kurve fünfter Ordnung im fünf-, vier-, drei- und zweidimensionalen Raum“.
Müller habilitierte sich an der TH Hannover, wo er 1921 Privatdozent wurde und später eine außerordentliche Professur bekam.
Im Jahre 1928 wurde Wilhelm Müller als ordentlicher Professor an die Prager Karl-Ferdinands-Universität berufen.
Zum 1. Mai 1933 trat Müller der NSDAP bei (Mitgliedsnummer 1.746.389), 1936 erfolgte der Beitritt zur SA.
1934 wurde Müller Lehrstuhlinhaber für Mechanik an der RWTH Aachen und erhielt schließlich 1939 den Lehrstuhl für Theoretische Physik an der Universität München als Nachfolger von Arnold Sommerfeld. 1945 wurde er entlassen.

## Werke
- 1911 – Die rationale Kurve fünfter Ordnung im fünf-, vier-, drei- und zweidimensionalen Raum; Dissertation, Universität Leipzig, Rohn, Hölder
- 1920 – Die Welt als Schuld und Gleichnis (rezensiert von Siegfried Kracauer in: Frankfurter Zeitung vom 6. Juli 1921; Literaturblatt Nr. 14)
- 1921/22 – Zur Theorie der zyklischen Strömung um Flügelprofile, Habilitation
- 1922 – Vom Sinn der Keuschheit
- 1925 – Dynamik (1952)
- 1925 – Vom ewigen Gral
- 1928 – Mathematische Strömungslehre
- 1932 – Einführung in die Theorie der zähen Flüssigkeiten
- 1933 – Judentum und Führertum
- 1936 – Einführung in die Mechanik des Fluges (1936, 1942, 1953, 1958)
- 1936 – Judentum und Wissenschaft
- 1941 – mit Johannes Stark: Jüdische und deutsche Physik. Vorträge an der Universität München, 1941
- 1944 – Kampf in der Physik
- 1959 – Theorie der elastischen Verformung